# مشت، دزدان دریایی و کاراته

آگهی تبلیغاتی اکران فیلم در یکی از جراید کثیرالانتشار پیش از انقلاب.

مُشت، دزدان دریایی و کاراته (ایتالیایی: Pugni, pirati e karatè) یک فیلم اکشن، کمدی و ماجراجویی به کارگردانی جو داماتو است که در سال ۱۹۷۳ منتشر شد. این فیلم پیش از انقلاب با نام مشت‌زن‌های زبل در ایران دوبله و در سینماها پخش شد.

## گزیدهٔ بازیگران
- ریچارد هریسون
- روبرتو دل‌آکوا
- آتیلیو دوتزیو
- اُلگا یانوفسکی
- لوئیس ایندونی
- بارتا باری
- خوزه مانوئل مارتین
- کارلوس کاساراویا
- رافائل آلبائیسین